# 瓦西 (埃纳省)
瓦西（法語：Oisy，法語發音：[wazi]）是法国上法蘭西大區埃纳省的一个市镇，属于韦尔万区。

## 地理
瓦西（50°1'16"N, 3°40'10"E）面积10.79 平方千米，位于法国上法蘭西大區埃纳省，该省份为法国北部内陆省份，北起北部省，西接索姆省和瓦兹省，东临阿登省和马恩省，西南至塞纳-马恩省，东北部与比利时接壤。
与瓦西接壤的市镇（或旧市镇、城区）包括：桑布尔河畔贝尔格、布埃、埃特勒、费米-勒萨尔、瓦西尼、马赞吉安、勒热德博略。

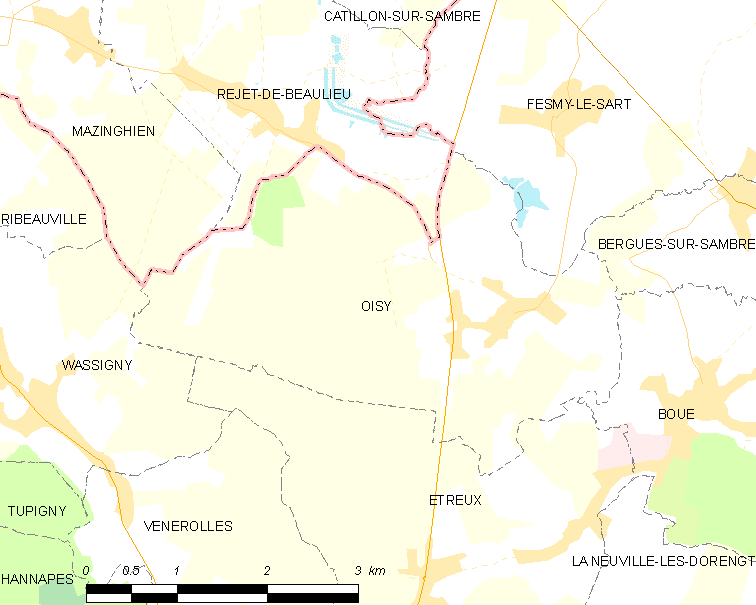
的OSM定位图

瓦西的时区为UTC+01:00、UTC+02:00（夏令时）。

## 行政
瓦西的邮政编码为02450，INSEE市镇编码为02569。

## 政治
瓦西所属的省级选区为吉斯县。

## 人口

1962-2008年间人口变化图示

瓦西于2022年1月1日时的人口数量为459人。